# Аль-Казимийя
Мечеть аль-Казимийя (араб. الحضرة الكاظمية‎) — шиитская святыня, расположенная в районе Багдада Кадимия. Также называется «Золотая мечеть».

## История
Была построена в XVI веке. В ней находятся могилы седьмого имама шиитов Мусы аль-Казима и девятого имама шиитов Мохаммеда ат-Таки. Также в этой мечети похоронен богослов и историк Мохаммед аль-Муфид и полимат Насир ад-Дин Туси.